# Hentzia chekika
Hentzia chekika là một loài nhện trong họ Salticidae.
Loài này thuộc chi Hentzia. Hentzia chekika được Richman miêu tả năm 1989.